# Poecilostachys festucacea
Poecilostachys festucacea är en gräsart som först beskrevs av Carl Christian Mez, och fick sitt nu gällande namn av Aimée Antoinette Camus. Poecilostachys festucacea ingår i släktet Poecilostachys och familjen gräs. Inga underarter finns listade i Catalogue of Life.